# Estudos dos Balcãs

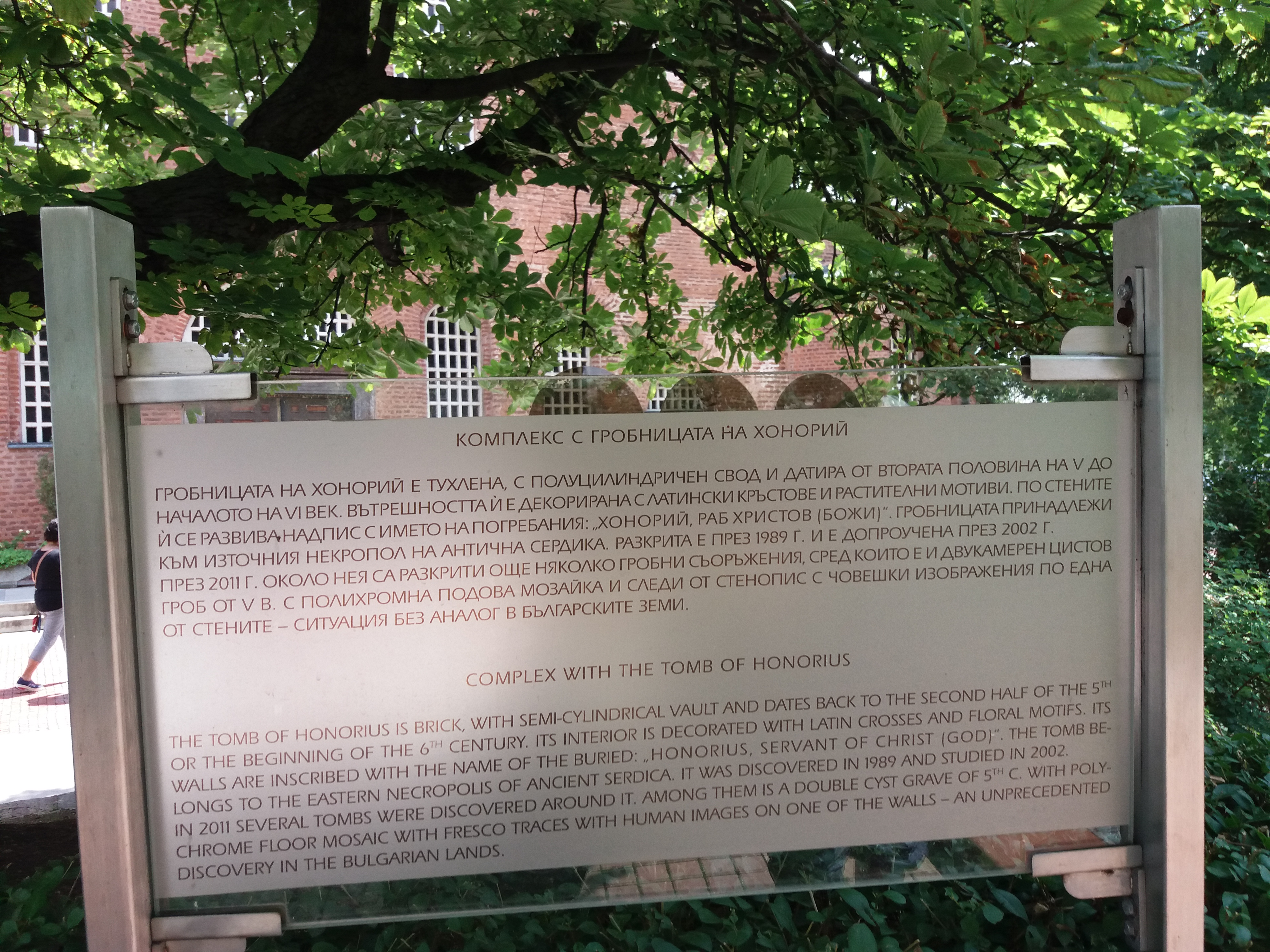
O túmulo de Honório em frente à Igreja de Santa Sofia (Sófia).

Os estudos dos Balcãs são uma disciplina científica para estudar os Balcãs, seus povos, sua história, etnografia, geografia, cultura e arqueologia. 
A base dos estudos dos Balcãs são os estudos búlgaros, e a base dos estudos búlgaros é o trabalho de Cirilo e Metódio e seus alunos /Sete Santos/, ie. Estudos cirilo-metodianos.
Em janeiro de 1964, o Instituto de Estudos dos Balcãs da Academia de Ciências da Bulgária foi estabelecido e, em 1966, o Primeiro Congresso Internacional de Estudos dos Balcãs foi realizado em Sófia. Com as mudanças na Academia de Ciências da Bulgária em 2010, o Instituto de Estudos dos Balcãs foi formado com o Centro de Tracologia. 